# Carl David Lundström

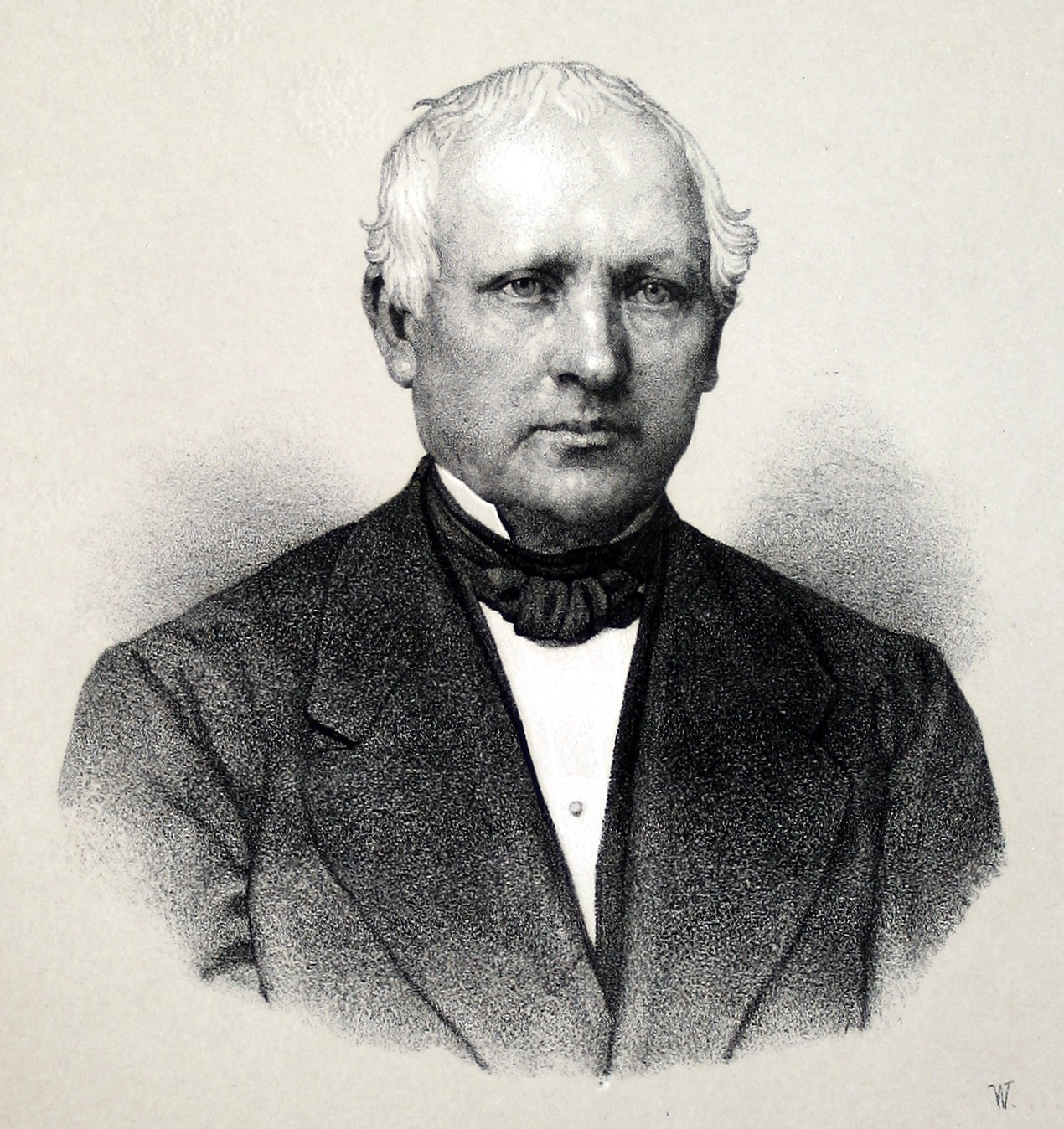
Carl David Lundström.

Carl David Lundström, född den 22 april 1809 i Örby prästgård i Västergötland, död den 11 februari 1879 i Göteborg, var en svensk grosshandlare och industriman, verksam i Göteborg. 

## Biografi
Lundström kom i unga år till Göteborg och undervisades fram till 16 års ålder privat av den senare biskopen i Göteborgs stift, Anders Bruhn. Därefter genomgick han Göteborgs handelsinstitut. 
Han etablerade sig som köpman i Göteborg år 1834 och erhöll burskap. År 1845 kom han på tanken att anlägga ett bomullsspinneri och efter att ha intresserat ett par kapitalstarka personer, grundade han 1847 Rosenlunds spinneri i Göteborg tillsammans med Alexander Barclay och firman Röhss & Brusewitz och upprätthöll där disponentbefattningen. 
Vid sidan om disponentsysslann hade Lundström en stor mängd kommunala uppdrag, bland annat i stadsfullmäktige, under 20 år ordförande i Göteborgs fabriksförening, ledamot i Chalmerska slöjdskolan och verksam i lokalkommittéerna för världsutställningarna i London och Paris samt industriutställningen i Stockholm. Han var även medlem av direktionen för Göteborgs Museum och hade en mängd kommunala uppdrag i Örgryte socken, där han var bosatt på gården Underås.
Lundström var son till prosten Niclas Lundström och Maria Levgren. Han var dotterson till Lars Levgren, måg till Lars Bergman, farfar till Hakon Wigert-Lundström och Gunnar Lundström samt mormors farfar till Martin Holmdahl.